# Excite Japan
Excite Japan Co.,Ltd.（エキサイト株式会社）是日本一家提供搜索引擎、门户网站以及宽带因特网连接服務（例如ADSL、FTTH）的公司。旗下產品有在線約會服务Excite Friends（エキサイトフレンズ，2022年4月27日終止服務）、女性服务Woman.excite和宽带连接服务BB.excite。Excite Japan成立於1997年，原本是Excite的子公司。2004年在JASDAQ上市。後來該公司連續多年虧損。2018年，Excite Japan被XTech HP收購。

## 來源
1. ↑  .   [2022-06-11]. （原始内容存档于2022-05-02）.
2. ↑  .   [2022-06-11]. （原始内容存档于2022-06-27）.

## 外部連接
- 官方网站
- エキサイト株式会社 （页面存档备份，存于）